# Saprosma scortechinii
Saprosma scortechinii är en måreväxtart som beskrevs av George King och James Sykes Gamble. Saprosma scortechinii ingår i släktet Saprosma och familjen måreväxter. Inga underarter finns listade i Catalogue of Life.